# Уряд Коморських Островів
Уряд Коморських Островів — вищий орган виконавчої влади Коморських Островів.

## Голова уряду
- Президент — Азалі Ассумані (англ. Azali Assoumani).
- Віце-президент з питань сільського господарства, екології, розвитку території та урбанізації — Мустадройн Абду (англ. Moustadroine Abdou).
- Віце-президент з питань економіки, планування, енергетики, промисловості, туризму, житла та інвестицій — Джаффар Ахмед Хассані (англ. Djaffar Ahmed Hassani).
- Віце-президент з питань транспорту, зв'язку та телекомунікацій — Абдалла Саїд Сарума (англ. Abdallah Said Sarouma).

## Кабінет міністрів
Склад чинного уряду подано станом на 17 червня 2016 року.
| Логотип | Міністерство                                                                        | Міністр                                              | Фото | Час на посаді | Час на посаді | Партія | Партія | Вебсайт |
| ------- | ----------------------------------------------------------------------------------- | ---------------------------------------------------- | ---- | ------------- | ------------- | ------ | ------ | ------- |
|         | Міністерство внутрішніх справ, інформації, децентралізації                          | Мохамед Дауду (Mohamed Daoudou)                      |      |               |               |        |        |         |
|         | Міністерство закордонних справ, міжнародного співробітництва та коморської діаспори | Мохамед Бакар Доссар (Mohamed Bacar Dossar)          |      |               |               |        |        |         |
|         | Міністерство молоді, зайнятості, культури і спорту                                  | Саліме Мохамед Абдереман (Salime Mohamed Abderemane) |      |               |               |        |        |         |
|         | Міністерство освіти, досліджень та мистецтв                                         | Абду Мхумаді (Abdou Mhoumadi)                        |      |               |               |        |        |         |
|         | Міністерство охорони здоров'я, соціального забезпечення і гендерної рівності        | Мусса Махома (Moussa Mahoma)                         |      |               |               |        |        |         |
|         | Міністерство фінансів і бюджету                                                     | Саїд Алі Чайане (Said Ali Chayane)                   |      |               |               |        |        |         |
|         | Міністерство юстиції, справ ісламу, державної адміністрації та прав людини          | Фахмі Саїд Ібрагім (Fahmi Said Ibrahim)              |      |               |               |        |        |         |

### Державні секретарі
Інститут державних секретарів на Коморських Островах створено при посаді кожного з віце-президентів, через їхню постійну ротацію на посаді президента Союзу. Також посаду держсекретаря створено при міністерстві закордонних справ, він займається питаннями зносин з арабськими країнами.
- Державний секретар з питань розвитку територій і урбанізації — Ммаді Капачіа (англ. Mmadi Kapachia).
- Державний секретар з питань туризму, мистецтв і ремесел — Сітті Аттумане (англ. Sitti Attoumane).
- Державний секретар з питань транспорту — Вахаді Капачіа (англ. Wahadi Kapachia).
- Державний секретар у справах співробітництва з арабськими країнами — Аміду Каріхіла (англ. Hamidou Karihila).